# Кінний спорт на літніх Олімпійських іграх 2012 — індивідуальна виїздка
Змагання з індивідуальної виїздки на літніх Олімпійських іграх 2012 відбулися у Гринвіцькому парку в період з 2 серпня по 9 серпня.
Золоту медаль у індивідуальному заліку здобула британка Шарлотт Дюжарден на коні Valegro, «срібло» здобула представниця Нідерландів Аделінде Корнеліссен на коні на ім'я Parzival, а третім місцем задовольнилася ще одна представниця Британії Лаура Бехтольсгаймер на Mistral Højris.

## Формат змагань
Кожна з команд складається з трьох вершників, які одночасно конкурують і за індивідуальні комплекти нагород. Країна, яка не має достатньої кількості спортсменів для формування команди, може виставляти своїх представників лише у індивідуальних змаганнях.
Усі вершники змагаються у Гран-прі, що є першим етапом одночасно і для командного, і для особистого заліку. Найкращі сім команд потрапляють до спеціального Гран-прі, яке відзначається більш суворою перевіркою. Переможець командної виїздки визначається шляхом об'єднання балів за підсумками обох етапів. Країна, у якої їх виявиться найбільше, стає Олімпійським чемпіоном.
Спортсмени, які завершили Гран-прі (перший відбірний раунд у особистому заліку), можуть пройти до спеціального Гран-прі, якщо їхня команда потрапила до числа скеми найкращих (загалом 21 вершник). Додатково туди можуть потрапити 11 найкращих вершників серед тих, що лишилися. 18 найкращих за підсумками спеціального Гран-прі здобувають право на участь у третьому змагальному етапі (фристайлі), де кожен з учасників розробляє свою власну програму для демонстрації, яка має бути покладена на музику та містити кілька обов'язкових рухів. Вершники можуть адаптувати програму в залежності від сили своїх коней та включати до неї складніші рухи, ніж ті, що виконувалися на попередніх етапах (наприклад, такі, як пірует у піаффе), з метою підвищення оцінки. Індивідуальні нагороди присвоюються на основі оцінки у фристайлі.

## Розклад змагань
Час початку змагань вказано за літнім київським часом (UTC+3)
| Дата                    | Час   | Раунд               |
| ----------------------- | ----- | ------------------- |
| Четвер, 2 серпня 2012   | 13:00 | Гран-прі (день 1)   |
| П'ятниця, 3 серпня 2012 | 13:00 | Гран-прі (день 2)   |
| Вівторок, 7 серпня 2012 | 12:00 | Спеціальне гран-прі |
| Четвер, 9 серпня 2012   | 14:30 | Фристайл            |

## Результати
| Вершник                     | Країна          | Кінь               | Бали ГП | Місце | Бали СГП | Місце | Фристайл | Місце |
| --------------------------- | --------------- | ------------------ | ------- | ----- | -------- | ----- | -------- | ----- |
| Шарлотт Дюжарден            | Велика Британія | Valegro            | 83.663  | 1 Q   | 83.286   | 1 Q   | 90.089   | 1     |
| Аделінде Корнеліссен        | Нідерланди      | Parzival           | 81.687  | 2 Q   | 81.968   | 2 Q   | 88.196   | 2     |
| Лаура Бехтольсгаймер        | Велика Британія | Mistral Højris     | 76.839  | 7 Q   | 77.794   | 5 Q   | 84.339   | 3     |
| Гелен Лангеганенберг        | Німеччина       | Damon Hill         | 81.140  | 3 Q   | 78.937   | 4 Q   | 84.303   | 4     |
| Карл Гестер                 | Велика Британія | Uthopia            | 77.720  | 5 Q   | 80.571   | 3 Q   | 82.857   | 5     |
| Анкі ван Грунсвен           | Нідерланди      | Salinero           | 73.343  | 16 Q  | 74.794   | 12 Q  | 82.000   | 6     |
| Дороті Шнайдер              | Німеччина       | Diva Royal         | 76.277  | 8 Q   | 77.571   | 6 Q   | 81.661   | 7     |
| Крістіна Шпреє              | Німеччина       | Desperados         | 79.119  | 4 Q   | 76.254   | =7 Q  | 81.375   | 8     |
| Едвард Гал                  | Нідерланди      | Undercover         | 75.395  | 11 Q  | 75.556   | 10 Q  | 80.267   | 9     |
| Хуан Мануель Муньос Діас    | Іспанія         | Fuego              | 75.608  | 10 Q  | 75.476   | 11 Q  | 79.321   | 10    |
| Тіна Вільгельмсон Сільфвен  | Швеція          | Don Auriello       | 74.271  | 14 Q  | 74.063   | 15 Q  | 79.286   | 11    |
| Наталі цу Зайн-Віттґенштейн | Данія           | Digby              | 74.924  | 13 Q  | 75.730   | 9 Q   | 79.089   | 12    |
| Вікторія Макс-Тойрер        | Австрія         | Augustin           | 73.267  | 17 Q  | 73.619   | 17 Q  | 79.053   | 13    |
| Патрік Кіттель              | Швеція          | Scandic            | 74.073  | 15 Q  | 74.079   | 14 Q  | 78.732   | 14    |
| Валентина Труппа            | Італія          | Eremo del Castegno | 75.790  | 9 Q   | 73.127   | 18 Q  | 78.214   | 15    |
| Гонсало Карвальо            | Португалія      | Rubi               | 71.520  | 22 Q  | 74.222   | 13 Q  | 77.607   | 16    |
| Стеффен Петерс              | США             | Ravel              | 77.705  | 6 Q   | 76.254   | =7 Q  | 77.286   | 17    |
| Анна Каспржак               | Данія           | Donnperignon       | 75.289  | 12 Q  | 73.794   | 16 Q  | 76.446   | 18    |
| Анабель Балкенхоль          | Німеччина       | Dablino            | 70.973  | 24 Q  | 73.032   | 19    |          |       |
| Мінна Тельде                | Швеція          | Santana            | 67.477  | 44 Q  | 72.270   | 20    |          |       |
| Анне Єнсен-ван Ольст        | Данія           | Clearwater         | 71.322  | 23 Q  | 72.016   | 21    |          |       |
| Емма Канерва                | Фінляндія       | Spirit             | 70.395  | 29 Q  | 71.889   | 22    |          |       |
| Морган Барбанкон            | Іспанія         | Painted Black      | 72.751  | 19 Q  | 71.556   | 23    |          |       |
| Ешлі Хольцер                | Канада          | Breaking Dawn      | 71.809  | 20 Q  | 71.317   | 24    |          |       |
| Тіна Конйон                 | США             | Calecto V          | 70.456  | 27 Q  | 70.651   | 25    |          |       |
| Річард Девісон              | Велика Британія | Artemis            | 72.812  | 18 Q  | 70.524   | 26    |          |       |
| Клаудія Фассерт             | Бельгія         | Donnerfee          | 71.793  | 21 Q  | 70.095   | 27    |          |       |
| Ян Ебелінг                  | США             | Rafalca            | 70.243  | 30 Q  | 69.302   | 28    |          |       |
| Хосе Даніель Мартін         | Іспанія         | Grandioso          | 69.043  | 39 Q  | 69.286   | 29    |          |       |
| Мікаела Лінд                | Фінляндія       | Mas Guapo          | 70.729  | 26 Q  | 69.016   | 30    |          |       |
| Джессіка Мічел              | Франція         | Riwera             | 70.410  | 28 Q  | 68.810   | 31    |          |       |
| Патрік ван дер Меєр         | Нідерланди      | Uzzo               | 70.912  | 25 Q  | 67.444   | 32    |          |       |
| Сіріл Хеллйесен             | Норвегія        | Dorina             | 69.985  | 31    |          |       |          |       |
| Лізбет Сайєрскільде         | Данія           | Raneur             | 69.863  | 32    |          |       |          |       |
| Анна Мервельдт              | Ірландія        | Coryolano          | 69.772  | 33    |          |       |          |       |
| Ренате Фогльсанг            | Австрія         | Fabriano           | 69.635  | 34    |          |       |          |       |
| Адріенне Ліле               | США             | Wizard             | 69.468  | 35    |          |       |          |       |
| Беата Стремлер              | Польща          | Martini            | 69.422  | 36    |          |       |          |       |
| Ліндел Оатлі                | Австралія       | Sandro Boy         | 69.377  | 37    |          |       |          |       |
| Катаржина Мільчарек         | Польща          | Ekwador            | 69.271  | 38    |          |       |          |       |
| Хіроші Хокецу               | Японія          | Whisper            | 68.739  | 40    |          |       |          |       |
| Жаклін Брукс                | Канада          | D'Niro             | 68.526  | 41    |          |       |          |       |
| Крісті Оатлі                | Австралія       | Clive              | 68.222  | 42    |          |       |          |       |
| Мері Ганна                  | Австралія       | Sancette           | 67.964  | 43    |          |       |          |       |
| Міхал Рапцевич              | Польща          | Randon             | 66.915  | 45    |          |       |          |       |
| Світлана Кисельова          | Україна         | Parish             | 66.763  | 46    |          |       |          |       |
| Луїза де Алмейда            | Бразилія        | Pastor             | 65.866  | 47    |          |       |          |       |
| Луїза Гілл                  | Нова Зеландія   | Antonello          | 65.258  | 48    |          |       |          |       |
| Яссін Рахмуні               | Марокко         | Floresco           | 64.453  | 49    |          |       |          |       |
| Девід Маркус                | Канада          | Capital            | EL      | –     |          |       |          |       |